# Argumentacyjny model stosowania prawa
Argumentacyjny modelu stosowania prawa – sposób stosowania prawa, w którym dla tego, jakie skutki prawne zostaną przypisane danemu stanowi faktycznemu na podstawie prawa (czy to w postaci precedensów sądowych, przepisów prawnych, norm prawnych, czy czegoś innego), decydujące znaczenie ma nie dedukcja ani istotne podobieństwo, ale wynik ważenia dopuszczalnych w dyskursie prawnym argumentów.
Argumenty w argumentacyjny modelu stosowania prawa mogą być różnorakie, tj. przykładowo mogą się one odwoływać do:
- języka, w jakim dana norma/przepis/precedens/zwyczaj jest wyrażona(y)
- celu (tzw. ratio legis) danej regulacji prawnej
- skutków prawnych, jakie wiąże się z przypadkami podobnymi i odmiennymi
- przykładów paradygmatycznych, w jakich wiadomo, że dana norma (przepis, precedens, zazwyczaj) jest stosowana i/lub nie jest stosowana
- jakichś utartych reguł tudzież maksym (jak np. paremie łacińskie)
- ogólnych zasad prawa i wartości przez te zasady aprobowanych i nieaprobowanych
- aktualnych kierunków polityki państwowej
- tego, co uchodzi za słuszne i rozsądne lub uzasadnione w świetle stanu wiedzy empirycznej lub wiedzy z zakresu ekonomii, socjologii, psychologii i im podobnych
- oczekiwań po stronie społeczeństwa lub jego poszczególnych członków/ich grup[1].

W argumentacyjnym modelu prawa – tak jak w przypadku sylogizmu prawniczego i analogii – dochodzi do przypisanie danemu stanowi faktycznemu skutków prawnych na podstawie obowiązującego prawa. Prawo to jest tu jednak czymś o wiele bardziej złożonym niż w przypadku tworu mającego się składać z samych tylko norm prawnych lub precedensów sądowych, jakie nadają się do dedukcyjnego (sylogistycznego) stosowania.